# Mile 22
Mile 22 (conocida como Milla 22 en España y Milla 22: el escape en Hispanoamérica) es una película de acción e intriga dirigida por Peter Berg y protagonizada por Mark Wahlberg, cuya fecha de estreno para su proyección en cines se anunció a partir del 3 de agosto de 2018 en Estados Unidos y posteriormente se atrasó hasta el 17 de ese mismo mes. La película marca la cuarta colaboración entre Berg y Wahlberg, después de  Lone Survivor ,   Deepwater Horizon  y  Patriots Day .

## Sinopsis
A raíz de la desaparición de cuatro kilos de isótopos radiactivos de Cesio139,  Li Noor (Iko Uwais) un exmilitar, se presenta exhibiendo un disco en su mano en la Embajada de Estados Unidos en Indonesia para pedir una extradición inmediata del país a cambio de información sobre el paradero de dichos elementos, hecho que tensa la relación entre los gobiernos de ambos países, más cuando las autoridades locales reclaman a Li por espionaje. 
El grupo de operaciones secreto Overwatch se encarga de pesquisar la verdad acerca de Li Noor, quien a cambio de la información solicita su envío a los EE.UU en un avión militar, si no es llevado, el disco que portaba se autodestruirá.  Sin embargo, durante el traslado son atacados ferozmente por extremistas suicidas desconocidos quienes intentar asesinar a Noor.
En medio de las escaramuzas, Silva deposita su confianza en Noor y le permite defenderse a sí mismo, sin embargo los compañeros de Silva caen uno a uno dejándolo sin integrantes del equipo de terreno.
Para obtener la información, planean una huida mediante el grupo de operaciones encubiertas Overwatch, liderado por el ex-marine James Silva (Mark Wahlberg), teniendo que dejarlo en un punto concreto; la Milla 22.
Al subir Noor al avión, este intercambia una serie de frases descontextualizadas que Silva interpreta al final del recorrido con resultados fatales para Overwatch.

## Argumento
El oficial James Silva lidera un equipo de ataque con nombre en código Overwatch para infiltrarse en la casa de seguridad del  FSB en los Estados Unidos. Bajo la supervisión de James Bishop, la misión de Overwatch es localizar y destruir envíos de cesio antes de que la sustancia altamente tóxica pueda convertirse en arma para matar a miles. El equipo mata a los ocupantes, mientras que Alice Kerr, miembro de Overwatch, resulta herida. Uno de los rusos cae de una explosión después de no poder salvar el cesio. Silva ejecuta al niño a pesar de sus súplicas y todos escapan.
Dieciséis meses después, el oficial de policía Li Noor se rinde en la embajada de los Estados Unidos para negociar el paso fuera del país a cambio de información sobre el cesio restante. Kerr da fe de la confiabilidad de Noor como un activo, pero se niega a revelar la contraseña a un disco encriptado y autodestructivo hasta que esté seguro en un avión. Mientras Noor se somete a pruebas, Kerr intenta aceptar los problemas familiares. Axel, que dirige un equipo de la Agencia de Inteligencia del Estado de Indocarr, llega a la embajada y exige que Noor sea entregado mientras Noor se defiende de un intento de asesinato por parte de agentes de Indocarr. El agente de Overwatch Sam Snow y Kerr llegan, sorprendidos por su destreza en el combate, y se enteran de que Noor solía ser las Fuerzas Especiales de Indocarr.
Silva accede a llevar a Noor a un avión a 35 kilómetros de distancia (las 22 milla del título). Noor revela que se está volviendo contra el corrupto gobierno de Indocarr porque mató a su familia. La señal de vigilancia de Bishop se apaga y luego vuelve a encenderse. Durante el apagón, los hombres de Axel colocan bombas en el auto, que explota. Mientras que el equipo de Silva ayuda a defenderse de los hombres de Axel, Sam está mortalmente herido. Silva le da a Sam dos granadas y la deja, dejando que ella ataque suicida a los secuaces restantes.
Silva, Noor, Kerr y otro agente, Douglas, entran en un restaurante. Silva ve a Axel y camina hacia él a pesar de las órdenes de Bishop. Axel le dice a James que renuncie a Noor, pero James se niega. Al regresar, pasa junto a dos chicas y se da cuenta de que hay una granada en el restaurante; aborda a los civiles antes de que explote. Cuando el polvo se aclara, Douglas está gravemente herido y Silva es atacada por las chicas. Noor salva a Silva matándolos. Mientras va a una casa segura, Douglas muere mientras mantiene a raya a los hombres de Axel.
Después de refugiarse en un complejo de apartamentos, Kerr se separa y conoce a una chica. Kerr y la niña escapan del daño usando granadas con trampa explosiva. Silva y Noor se separaron, luchando contra Axel y sus secuaces respectivamente. Silva y Noor se reencuentran y conocen a la chica que Kerr salvó. Ella los lleva a Kerr, que está perdiendo contra un secuaz, y Noor mata al secuaz.
De camino a la pista de aterrizaje, los miembros restantes del equipo se enfrentan brevemente a Axel. Exasperado, Silva hace que Overwatch destruya su auto con un dron. El equipo apenas llega al avión. Li Noor y Kerr abordan el avión para encontrarse con su familia una vez más. Mientras está en el avión, Bishop nota que la frecuencia cardíaca de Noor se está acelerando, y se revela que Noor no es un agente doble, sino un agente triple que trabaja para el gobierno ruso, y el niño que Silva mató era hijo de una general de alto rango del servicio ruso de inteligencia. La madre del muchacho asesinado contrató a Noor para que le diera a Alice la información incorrecta, por lo que confiarían en él, y justo cuando Alice se da cuenta de esto, Overwatch sufre una emboscada y todo el equipo es abatido. Bishop apenas escapa y descansa afuera mientras se desconoce el destino de Alice. Silva se da cuenta de esto demasiado tarde y detalla sus experiencias durante un interrogatorio posterior a la misión. De vuelta en casa, Silva coloca la foto de Noor, jurando venganza.

## Reparto
- Mark Wahlberg, como James Silva.
- Iko Uwais, como Li Noor.
- Lauren Cohan, como Alice Kerr.
- John Malkovich, como James Bishop.
- Ronda Rousey, como Sam Snow.
- Nikolai Nikolaeff, como Alexander.
- CL, como Queen.
- Terry Kinney, como Johnny Porter.
- Carlo Alban, como William Douglas III.
- Sam Medina, como Axel.
- Natasha Goubskaya, como Vera.

## Proyección
La película se decidió estrenar en diferentes fechas, empezando por Estados Unidos y atrasando varias semanas hasta llegar a los primeros países de habla hispana.
| Fecha de estreno         | País/es        |
| ------------------------ | -------------- |
| 17 de agosto de 2018     | Estados Unidos |
| 22 de agosto de 2018     | México         |
| 30 de agosto de 2018     | Chile Colombia |
| 27 de septiembre de 2018 | Argentina      |
| 28 de septiembre de 2018 | España         |

## Rodaje
El equipo de fotografía, liderado por Jacques Jouffret, eligieron como ubicaciones para las escenas rodar en Estados Unidos y también en distintos países tales como Colombia e Indonesia, con actores destacados en la trama y oriundos de este país como Iko Uwais.
| País           | Poblaciones   | Lugares                                                             |
| -------------- | ------------- | ------------------------------------------------------------------- |
| Colombia       | Bogotá        | - El Centro Internacional. - La antigua Embajada de Estados Unidos. |
| Colombia       | Puerto Boyacá | Aeropuerto Militar                                                  |
| Corea del sur  |               |                                                                     |
| Estados Unidos | Atlanta       |                                                                     |
| Indonesia      | Yakarta       |                                                                     |

## Recepción
Mile 22 ha recibido reseñas negativas de parte de la crítica y mixtas de parte de la audiencia. En Rotten Tomatoes, la película posee una aprobación de 24%, basada en 164 reseñas, con una calificación de 4.1/10, mientras que de parte de la audiencia tiene una aprobación de 47%, basada en 1998 votos, con una calificación de 3.0/5
Metacritic le ha dado a la película una puntuación de 38 de 100, basada en 36 reseñas, indicando "reseñas generalmente desfavorables". Las audiencias encuestadas por CinemaScore le han dado a la película una "B-" en una escala de A+ a F, mientras que en el sitio IMDb los usuarios le han dado una calificación de 6.1/10, sobre la base de 17 421 votos. En la página FilmAffinity posee una calificación de 5.3/10, basada en 957 reseñas.